# 克羅德斯 (北卡羅萊納州)
克羅德斯（英語：Crowders）是位於美國北卡羅萊納州加斯頓縣的非建制地區。

## 歷史
克羅德斯的郵局於1852年設立，其後於1887年停運。

## 地理
克羅德斯所處的海拔為高於海平面236米（即774英呎），而該地所採用的時區為UTC-5，即北美东部时区（EST）。同時該地設有夏令時間，為UTC-5調快一小時，即UTC-4（EDT）。